# Eclectochromis lobochilus
Eclectochromis lobochilus är en fiskart som först beskrevs av Trewavas, 1935.  Eclectochromis lobochilus ingår i släktet Eclectochromis och familjen Cichlidae. IUCN kategoriserar arten globalt som livskraftig. Inga underarter finns listade i Catalogue of Life.